# Oscar Blum
Oscar Blum (geboren 1886; gestorben nach 1938), eigentlich Nikolai Rachmetow, war ein russischer Schriftsteller, Philosoph, Theaterregisseur und mutmaßlicher Geheimagent, über dessen Leben aber relativ wenig bekannt ist. Lenin soll ihn am Anfang seiner Reise aus der Schweiz persönlich aus dem Zug geworfen haben.

## Leben
Den Angaben des Katalogs der Deutschen Nationalbibliothek (DNB) zufolge war er: 

„Menschewik, angeblich Geheimagent des zaristischen Sicherheitsdienstes, vor 1917 Aufenthalt Schweiz, 1917 Rückkehr nach Russland, 1922 künstlerischer Leiter im Studio-Theater »Scholem-Alejchem« in Moskau, 1922 Emigration, 1923–27 Mitarbeiter »Weltbühne« (13 Beiträge).“

Sein 1923 in Berlin und Leipzig veröffentlichtes Buch Russische Köpfe enthält Biographien des Chefs der Übergangsregierung nach der Absetzung des Zaren, Alexander F. Kerenski sowie von Georgi W. Plechanow und der wichtigsten Führer der Oktoberrevolution, wie Wladimir I. Lenin, Leo Trotzki, Karl Radek, Anatoli W. Lunatscharski, Felix Dserschinski, Georgi W. Tschitscherin, Grigori J. Sinowjew, Lew B. Kamenew, mit denen sich der Verfasser kritisch auseinandersetzt.
Nach 1938 verlieren sich seine Lebensspuren.
Möglicherweise ist der litauisch-französische gleichnamige Schachmeister Dr. Oscar Blum, der in den 1930er Jahren Erfolge feierte, mit ihm identisch. Zu dessen Schacherfolgen zählten der Gewinn der Pariser Schachmeisterschaft (Championnat d'échecs de Paris) 1932 vor Nicolas Rossolimo und Vitali Halberstadt.

## Publikationen (Auswahl)
- K filosofīi marksizma: dvi͡e statʹi o russkikh ėmpirīo-kritikakh. Genf: Tip. rue de la Coulouvrenière, 1906.
- Iz zapisnoĭ knizhki marksista. Genf: Imp. Fr. Weber, 1906.
- Marksizm i estestvoznanīe: chistyĭ ėmpirizm, ėnergetika, monizm, Riga: Nauchn. myslʹ, 1908.
- Russische Köpfe: Kerenski, Plechanow, Martow, Tschernow, Sawinkow-Ropschin, Lenin, Trotzki, Radek, Lunatscharsky, Dzerschinsky, Tschitscherin, Sinowjew, Kamenew. Mit 9 Porträtwiedergaben. Franz Schneider, Berlin u. a. 1923.
- Trümmerfeld Europa. Ein Brevier für jedermann Berlin: Franz Schneider, 1924
- O. B., "La vida teatral. Santa Rusia en el Principal", en Nosotros (3-VIII-1937), S. 7 ff. (Angabe nach Manuel Aznar Soler: República literaria y revolución (1920-1939). 2010 S.501)
- Oscar Blum, "Teatro de la Revolución y Revolución del Teatro", en Nosotros (Valencia), 1-XII-1937 (Angabe nach: Francisco Javier Navarro Navarro: A la revolución por la cultura: Prácticas culturales y sociabilidad libertarias en el País Valenciano, 1931-1939. Universitat de València, 2004, S.285)
- Oscar Blum: Hombres y hechos: apuntes sobre la política internacional. Ediciones del Comité Regional de la C.N.T., 1938